# Список керівників держав 1745 року
Список керівників держав 1745 року — це перелік правителів країн світу 1745 року.
Список керівників держав 1744 року — 1745 рік — Список керівників держав 1746 року — Список керівників держав за роками

## Європа
- Король Великої Британії Георг II (1727—1760)
- Балканський півострів
  - Князь-єпископство Чорногорія — Сава Петрович-Негош (1735—1782)
- Балтія
  - Герцогство Курляндії і Семигалії — залишилось без герцога до 1758
- Італія
  - Венеційська республіка — дож П'єтро Грімані (1741—1752)
  - Гуастальське графство — Джузеппе Марія Гонзага (1729—1746). Зникнення.
  - Герцогство Масси і Каррари — Марія Тереза Чібо-Маласпіна (1731—1790)
  - Герцогство Модени і Реджо — Франческо III д'Есте (1737—1780)
  - Герцогство Парми та П'яченци — регентка Енрікетта-Марія д'Есте (1731—1777)
  - Неаполітанське королівство — Карл VII (1734—1759)
  - Сардинське королівство — Карл Еммануїл III (1730—1773)
  - Сицилійське королівство — Карл VII (1734—1759)
  - Сорське герцогство — Гаетано I Бонкомпаньї Людовізі (1731—1777)
  - Велике герцогство Тосканське — Франц I (1737—1765)
  - Трентське князівство-єпископство — Доменіко Антоніо Тун (1730—1758)
- Кавказ
  - Абхазьке князівство — Манучар I Шервашидзе (1730—1757)
  - Аварське ханство — Мухаммад-нуцал IV (1735—1774)
  - Газікумухське ханство — Мухаммад-хан Газікумуський (1743—1789)
  - Кабарда — Асланбек Кайтукін (1737—1746)
  - Картлі — Іраклій II (1744—1762)
  - Гурійське князівство — Симон II Гурієлі (1744—1776)
  - Кахетинське царство — Іраклій II (1744—1762)
  - Мегрельське князівство — Отія Дадіані (1728—1757)
  - Ширванське ханство — перерва до 1748
- Німеччина
  - Австрійське ерцгерцогство — Марія-Терезія (1740—1780)
  - Ангальтське князівство: Ангальт-Цербст — Йоганн Людвіг II (1742—1746); Ангальт-Дессау — Леопольд I (1693—1747); Ангальт-Кетен — Август Людвіг (1728—1755); Ангальт-Бернбург — Віктор II Фрідріх Ангальт-Бернбурзький (1721—1765)
  - Ансбаське князівство — Карл Вільгельм Фрідріх (1723—1757)
  - Баварське герцогство — Карл VII (1726—1745); Максиміліан III (1745—1777)
  - Баден-Баденське маркграфство — Людвиг Георг (1707—1761)
  - Байройтське князівство — Фрідріх III (1735—1763)
  - Берзьке герцогство — Карл Теодор (1742—1796)
  - Берхтесгаденське пробство — Каетан Антон фон Ноттхафт (1732—1752)
  - Бранденбурзьке маркграфство — курфюрст Фрідріх ІІ Великий (1740—1788)
  - Брауншвейг-Вольфенбюттельське князівство — Карл I Брауншвейг-Вольфенбюттельський (1735—1780)
  - Бріксенське князівство-єпископство — Каспар Ігнац фон Кюнігль (1703—1747)
  - Вюртемберзьке герцогство — Карл Ойген (1737—1793)
  - Вюрцбурзьке князівство-єпископство — Фрідріх Карл фон Шенборн-Бухгайм (1729—1746)
  - Ганноверське курфюрство — Георг II (1727—1760)
  - Гессен-Гомбурзьке ландграфство — Фрідріх III (1708—1746)
  - Гессен-Дармштадтське ландграфство — Людвіг VIII (1739—1768)
  - Гессен-Кассельське ландграфство — Фредерік I (1730—1751)
  - Гільдесгаймське князівство-єпископство — Клеменс Август I (1724—1761)
  - Гогенцоллерн-Гехінген — Фрідріх Людвіг Гогенцоллерн-Гехінген (1730—1750)
  - Гогенцоллерн-Зігмарінгенське князівство — Йосиф Гогенцоллерн-Зігмарінген (1715—1769)
  - Гогенцоллерн-Хайгерлоське князівство — Фердинанд Антон Леопольд Гогенцоллерн-Хайгерлох (1702—1750)
  - Зальцбурзька архідієцезія — Якоб Ернст фон Ліхтенштейн-Кастелькорн (1745—1747)
  - Кельнське курфюрство — Клеменс Август I (1723—1761)
  - Констанцьке князівство-єпископство — Казимир Антон фон Зіккінген (1743—1750)
  - Пфальцьке курфюрство (Курпфальц) — Карл Теодор (1742—1777)
  - Ліппе-Детмольд — Симон Август (1734—1782)
  - Ліхтенштейн — Йоганн Непомук Карл фон Ліхтенштейн (1732—1748)
  - Любекське князівство-єпископство — Адольф Фредерік (1727—1750)
  - Магдебурзьке герцогство — Еріх Крістоф фон Плотто (1742—1749)
  - Майнцьке курфюрство — Йоганн Фрідріх Карл фон Остейн (1743—1763)
  - Марк (графство) — Фрідріх ІІ Великий (1740—1788)
  - Мекленбург-Шверінське герцогство — Карл Леопольд Мекленбург-Шверинський (1713—1747)
  - Велике герцогство Мекленбург-Штреліцьке — Адольф Фрідріх III Мекленбург-Штреліцький (1708—1752)
  - Нассау-Саарбрюккен — Вільгельм Генріх (1735—1768)
  - Нассау-Узінген — Карл (1718—1775)
  - Ольденбурзьке графство — Кристіан VI (1730—1746)
  - Королівство Пруссія — Фрідріх ІІ Великий (1740—1788)
  - Пфальц-Зульцбах — Карл Теодор (1733—1799)
  - Пфальц-Цвайбрюккен — Крістіан IV Пфальц-Цвайбрюккенський (1735—1775)
  - Рейс-Еберсдорф — Генріх XXIX (1711—1747)
  - Рітберзьке графство — Марія Ернестина Франциска (1699—1746)
  - Саксен-Гота-Альтенбурзьке герцогство — Фрідріх III (1732—1772)
  - Саксен-Веймар — Ернст Август I Саксен-Веймарський (1728—1748)
  - Саксен-Кобург-Заальфельд — Крістіан Ернст Саксен-Кобург-Заальфельдський (1729—1745); Франц Йосія Саксен-Кобург-Заальфельдський (1745—1764)
  - Саксен-Майнінгенське герцогство — Фрідріх Вільгельм (1743—1746)
  - Шаумбург-Ліппське князівство — Альбрехт Вольфганг (1728—1748)
  - Шварцбург-Рудольштадтське князівство — Йоганн Фрідріх I (1744—1767)
- Піренейський півострів
  - Іспанське королівство — Філіп V (1724—1746)
  - Португальське королівство — король Жуан V (1706—1750)
- Польща — Август III (1734—1763)
  - Берутувське князівство — Карл Вюртемберг-Бернштадтський (1697—1745). Зникнення.
  - Олесницьке князівство — Карл Крістіан Ердманн Вюртемберг-Ельс (1744—1792)
  - Тешинське герцогство — Франц I (1729—1765)
- Російська імперія — Єлизавета Петрівна (1741—1761)
- Румунія; Молдова
  - Волоське князівство — господар Константин Маврокордат (1744—1748)
  - Молдавське князівство — Йоан VI Маврокордат (1743—1747)
- Скандинавія
  - король Данії — Кристіан VI (1730—1746)
  - Король Норвегії — Кристіан VI (1730—1746)
  - Швеція — Фредерік I (1720—1751)
    - Генерал-губернатор Фінляндії — перерва до 1747
- Угорське князівство — королева Марія-Терезія (1740—1780)
- Україна —
  - Кримське ханство — Селім II Ґерай (1743—1748)
  - Гетьман України —
    - Лівобережна Україна — перерва до 1750
- Французьке королівство — Людовик XV (1715—1774)
  - Люксембурзьке герцогство — Франц I (1740—1765)
  - Льєзьке єпископство — Йоган Теодор Баварський (1744—1763)
  - Монбельярське графство — Карл Ойген (1737—1793)
  - Монако — князь Оноре III (1733—1793)
  - Республіка Об'єднаних провінцій Нідерландів — безштатгальтерний період до 1747
  - Оранське князівство — Вільгельм IV Оранський (1711—1751)
  - Савойське герцогство — Карл Еммануїл III (1732—1773)
- Богемське королівство (Чехія) — Марія-Терезія (1743—1780)
- Шотландія
- Святий Престол; Папська держава — Папа Римський — Бенедикт XIV (1740—1758)
- Вселенський патріарх — Паїсій II Константинопольський (1744—1748)

## Азія
- Близький Схід
  - Бейхан (емірат) — Халіб (?-?)
  - Заїдська держава Ємену — Аль-Мансур аль-Хусейн II (1727—1748)
  - Мамлюцький Ірак — Ахмад-паша (1723—1734; 1736—1747)
  - Османська імперія — Махмуд I (1730—1754)
    - Сідон (еялет) — Сааддін Паша аль-Азм (1744—1748)

  - Дірійський емірат — Мухаммад ібн Сауд (1744—1765)
  - Шаріфат Мекки — Масуд ібн Саїд (1734—1752)
  - Лахедзький султанат — Абд аль-Карім I аль-Абдалі (1742—1753)
  - Халідський емірат — Сулейман бін Мухаммед Аль Халіді (1736—1752)
    - Бабан (князівство) — Наваюб Селім-паша (1742—1754)

  - Вахіді — Гасан бін Гаді аль-Вахіді (1706—1766)
  - Нижня Яфа — Маауда ібн Сайф аль-Афіфі (1740—1760)
- Персія; Середня Азія
  - Сефевідський Іран — Надер Шах (1736—1746)
    - Карабаське беклярбекство — Хаджі-хан (1738—1747)
    - Кубинське ханство — Гусейн-Алі (1734—1758)
    - Талишське ханство — Сеїд-Аббас Ардебільський (1736—1747)
    - Шекінське ханство — Гаджі Челебі (1743—1755)
- Індія; Пакистан і Шрі-Ланка
  - Аркот (держава) — наваб Анвар ад-дін Мухаммад-хан (1744—1749)
  - Ауд (держава) — Сафдарджунг (1739—1754)
  - Ахом — Суненфаа (1744—1751)
  - Барода (князівство) — Дамаджі Рао Гайквад (1732—1768)
  - Бахавалпур (князівство) — Садик Мухаммад Хан I (1723—1746)
  - Бгаратпур (держава) — Бадан Сінгх (1722—1755)
  - Бхопал (князівство) — Фаїз Мухаммад-хан (1742—1777)
  - Гайдарабад (держава) — Асаф Джах I (1724—1748)
  - Гархвал (держава) — Прадіп-шах (1709—1772)
  - Гваліор (князівство) — Раноджі Рао (1731—1745); Джаяпа Рао (1745—1755)
  - Горкха (королівство) — Прітхві Нараян Шах (1743—1769)
  - Джайпур (князівство) — Ішварі Сінґх (1743—1750)
  - Джайсалмер (князівство) — Акхі Сінгх (1722—1762)
  - Джодхпур (князівство) — Абхай Сінґх (1724—1749)
  - Джунагадх (князівство) — Мохаммад Бахадур Ханджі (1730—1758)
  - Дрангадхра (князівство) — Раїсінджі II Пратапсінджі (1742—1745); Гаджсінхджі II (1745—1782)
  - Дхар (князівство) — Ешвант Радж I Павар (1736—1761)
  - Імперія Великих Моголів — Мухаммад Шах (1719—1748)
  - Індор (князівство) — Малхар Рао I (1732—1766)
  - Бенгалія (набобство) — Аліварді-хан (1740—1756)
  - Калат (ханство) — Мір Мухаббат (1730—1749)
  - Камбей (князівство) — Наджи ад-Даула Джафар Мумін Хан II (1743—1784)
  - Канді (королівство) — Шрі Віджая Раджасінха (1739—1747)
  - Колхапур (князівство) — Самбхаджі II (1714—1760)
  - Лас Бела (ханство) — Алі-хан I (1742—1765)
  - Майсур (князівство) — Крішнараджа Вадіяр II (1734—1766)
  - Імперія Маратха — Шахуджі (1707—1749); пешва Баладжі Баджі Рао (1740—1761)
  - Мевар (князівство) — Джаґат Сінґх II (1734—1751)
  - Мустанг (королівство) — Тенцін Панг'ял (1740—1760)
  - Наґпур (князівство) — Раґходжі I (1738—1755)
  - Панна (князівство) — Сабха Сінгх (1739—1752)
  - Рохілкханд (князівство) — Алі Мохаммед Хан (1721—1748)
  - джатедар (очільник) сикхської конфедерації; Наваб Капур Сінґх (1734—1748)
  - Сіккім (князівство) — Пхунцоґ Намґ'ял II (1734—1780)
  - Траванкор — Мартанда Варма (1729—1758)
  - Тханджавур (князівство) — Пратапсінгх (1739—1763)
  - Харан (ханство) — Пурділ (1711—1747)
  - Губернатор Португальської Індії — Педро Мігель де Алмейда (1744—1750)
- Індонезія; Південно-Східна Азія
  - Ачеський султанат — Алауддін Йохан Сіах (1735—1760)
  - Аюттхая (королівство) — Боромакот (1733—1758)
  - Банджармасінський султанат — Тамджидуллах I (1734—1759)
  - Бантенський султанат — Абу аль-Фаті Мухаммад Сийфа Зайнул Аріфін (1733—1750)
  - Булунганський султанат — Віра Амір (1731—1776)
  - Брунейська імперія — Омар Алі Сайфуддін I (1740—1795)
  - Відроджене Гантаваді — Смімгто Буддакеті (1740—1747)
  - Султанат Гова — Абдул-Кудус (1742—1753)
  - Джамбійський султанат — Ахмад Зайнуддін Аном Шрі Інгалага (1742/1743-1770)
  - Джохорський султанат — Сулейман Бадрул Алам-шах (1722—1760)
  - Матарам (султанат) — Пакубувоно II (1743—1749)
  - Ланна (держава) — Онг Кхам (1727—1769)
  - В'єнтьян (королівство) — Онг Лонг (1730—1767)
  - Луанґпхабанґ (королівство) — Інтасом (1723—1749)
  - Тямпасак (королівство) — Саякумане (1738—1791)
  - Пагаруюнг — Султан Абдул Джаліл (між 1730 і 1780)
  - Перак (султанат) — Мудзаффар Шах III (1728—1752)
  - Магінданао (султанат) — Тахир уд-Дін (1736—1748)
  - М'яу-У — Нара Апая (1743—1761)
  - Кедах (султанат) — Мухаммед Джива Зейнал Аділін II (1710—1778)
  - Нгуєн (тюа) — Нгуєн Фук Кхоат (1738—1765)
  - Самбаський султанат — Абу Бакар Камаль уд-дін I (1732—1764)
  - Сіак (султанат) — Абдул Джаліл Рахмад Шах I (1725—1746)
  - Султанат Сулу — Алімуддін I (1734—1748)
  - Таунгу — Магадгаммараза Діпаті (1733—1752)
  - Тернатський султанат — султан Амір Іскандар Зулкарнайн Сайфуддін (1714—1751)
  - Тідорський султанат — Малікульманан (1728—1757)
- Кхмерська імперія — Томмо Рачеа III (1736—1747)
- Накхонситхаммарат (держава) — Прая Чаятібет (1742 — ?)
- Китай; Монголія
  - Тибет — Далай-лама VII (1715—1757); старший капон Полане Сонам Топге (1727—1747)
  - Династія Цін — Хунлі (1735—1796)
    - Кумульське ханство — Юсуф (1740—1767)
- Окінава; Королівство Рюкю — Сьо Кеі (1712—1752)
- Корея
  - Чосон — Йонджо (1724—1776)
- Середня Азія і Сибір
  - Бухарське ханство — Абу'л-Фаїз-хан (1711—1747)
  - Дарвазьке шахство — Мухаммад Шах-хан (1734—1761)
  - Джунгарське ханство — Галдан-Церен (1727—1745); Цеван Дорджі (1745—1749)
  - Молодший жуз — Абулхайр-хан (1718—1748)
  - Середній жуз — Абілмамбет-хан (1734—1771)
  - Старший жуз — Абульфеїз (1740—1750)
  - Калмицьке ханство — Дондук-Даши (1741—1761)
  - Кокандське ханство — Абдукарим-бій (1733—1750)
  - Хівинське ханство — Абулгазі II (1742—1746)
  - Яркендське ханство — Даніял Ходжа (1720—1754)
- Японія — Імператор Сакураматі (1735—1747)

## Африка
- Агадес (султанат) — Мухаммад Хумад ібн Мухаммад аль-Мубарак (1744—1759)
- Аджаче — Локпон (1739—1746)
- Алжирський еялет — Ібрагім II (1732—1745); Ібрагім III Кучук (1745—1748)
- Ауса (султанат) — Кандафо (1734—1749)
- Імперія Ашанті — Опоку Варе І (1717—1750)
- Багірмі (королівство) — Лоел (1741—1751)
- Бамбара (держава) — Бітон Кулібалі (1712—1755)
- Бамум (держава) — мфон Куту (1682—1757)
- Баол (держава) — Ма-Коду Кумба (1719—1749)
- Борну — Мухаммад VII (1736—1751)
- Буганда — Намугала (1741—1750)
- Королівство Бурунді — Мутага III (1739—1767)
- Ваало — Нд'як Арам Бакар (1732—1757)
- Варсангалійський султанат — гараад Мохамед V (1705—1750)
- Марокканський султанат — Абдаллах (1740—1745); Зайн аль-Абідін ібн Ісмаїл (1745); Абдаллах (1745—1757)
- Вадайський султанат — Харут аль-Зархір (1707—1747)
- Волоф (держава) — Біраямб (1740—1748)
- Дагомея — Тегбесу (1740—1774)
- Дамагарам (султанат) — Маллам Юнус дан Ібрагім (1731—1746)
- Дарфурський султанат — Абу'л-Касим (1739—1752)
- Імператор Ефіопії — Іясу II (1730—1755)
- Єгипетський еялет — Коджа-Мехмед Рагип-паша (1744—1748)
- Королівство Імерина — Андріантомпунімерина II (1732—1747)
- Каарта — Бенефалі (1710—1745); Фолакоро (1745—1754)
- Казембе — Нгонду Білонда (1740—1745); Каньємбо Мпемба (1745—1760)
- Кайор — Меїсса Теінде Ведж (1719—1748)
- Калабарі (держава) — Бокойє (1740—1745); Даба (1745—1750)
- Касандже — Лубаме лва Кіпунго (1739—1750)
- Конг (держава) — Секу Уатара (1710—1745); Самандугу Уатара (1745); Комбі Уатара I (1745—1750)
- Койя (королівство) — ? до 1775
- Королівство Конго — Гарсія IV (1743—1752)
- Луба (імперія) — Мвене Кекен (1725—1750)
- Матамба — Анна II (1741—1756)
- Мономотапа — мвене-мутапа Дебве Мупунзагуту (1740—1759)
- Нафана — Кома Діарасуба (1720—1760)
- Нрі — Езе Нрі Евенетем (1723—1794)
- Королівство Орунгу — Реньянгуе Ндонго (1740—1750)
- Салум — Ндене Ндіає Біге Ндао (1734—1753)
- Сеннарський султанат — Баді IV (1724—1762)
- Трарза (емірат) — Амар II (1727—1757)
- Туніс (бейлік) — Алі I (1735—1756)
- Імамат Фута-Джаллон — Карамоко Альфа (1725—1751)
- Імперія Фута Торо — Конко Буубу Мууса (1743—1746)
- Голландська Капська колонія — Хендрік Свелленгребель (1739—1751)
- Португальська Західна Африка — Жоао Жоакім Жак де Магальяйнш (1738—1748)

## Південна Америка
- Віцекоролівство Перу — Хосе Антоніо де Мендоса (1736—1745)
- Генерал-капітанство Чилі — Франсіско Хосе де Овандо (1745—1746)

## Північна Америка
- Іспанська Флорида — Мануель де Монтіано (1737—1749)